# Eichen-Hainbuchenwald nördlich Anröchte
Koordinaten: 51° 34′ 40″ N, 8° 19′ 57″ O
Das Naturschutzgebiet Eichen-Hainbuchenwald nördlich Anröchte liegt auf dem Gebiet der Gemeinde Anröchte im Kreis Soest in Nordrhein-Westfalen. Das Gebiet erstreckt sich nördlich der Kerngemeinde Anröchte direkt an der westlich verlaufenden Landesstraße L 734. Die A 44 verläuft nördlich.

## Bedeutung
Für Anröchte ist seit 1994 ein 7,24 ha großes Gebiet unter der Schlüsselnummer SO-044 als Naturschutzgebiet ausgewiesen.